# Szívritmuszavar
A szívritmuszavar vagy aritmia olyan állapotok csoportja, amelyekben a szívverés szabálytalan.

## Leírása
A szívritmuszavar vagy szabálytalan szívverés, olyan állapotok csoportja, amelyekben a szívverés szabálytalan, túl gyors vagy túl lassú. A túl gyors szívverést – felnőtteknél több mint 100 ütés/perc – tachycardiának, a túl lassú – 60 ütés/perc alatt – szívverést bradycardiának nevezik. Sok aritmiás állapotnak nincsenek tünetei. Ha a tünetek jelen vannak, szívdobogásérzés vagy szünet érzése lehet az ütések között. A súlyosabb tünetek közé tartozhat a szédülés, az ájulás, légszomj vagy mellkasi fájdalom. Míg a legtöbb szívritmuszavar nem ad okot aggodalomra, néhányuk szövődményhez, például szélütéshez vagy szívelégtelenséghez vezet. Mások hirtelen szívmegálláshoz vezethetnek.

## Típusai
Az aritmiáknak négy fő típusuk van: extraszisztolé, pitvari tachycardia, kamrai aritmiák és bradyarrhythmiák. Az extraszisztolék közé tartoznak a korai pitvari összehúzódások és a korai kamrai összehúzódások. A pitvari tachycardiák közé tartozik a pitvarfibrilláció, a pitvarlebegés és a paroxizmális supraventrikuláris tachycardia. A kamrai aritmiák közé tartozik a kamrafibrilláció és a kamrai tachycardia. Az aritmiákat az elektromos impulzusok szíven keresztüli vezetési zavarai okozzák. Szívritmuszavar előfordulhat gyermekeknél is; azonban a normál pulzusszámtartomány eltérő és életkortól függ. Számos teszt segíthet a diagnózisban, beleértve az EKG-t és a holter monitort.

## Kezelése
A legtöbb szívritmuszavar hatékonyan kezelhető. A kezelések közé tartozhatnak a gyógyszerek, az orvosi eljárások, például a pacemakerek és a műtét. A megnövekedett pulzusszám kezelésére szolgáló gyógyszerek lehetnek bétablokkolók vagy antiarrhythmiás szerek, amelyek megpróbálják helyreállítani a normális szívritmust, például a prokainamidok. Ez utóbbi csoportnak több káros hatása is lehet, különösen, ha hosszabb ideig alkalmazzák őket. A szívritmus-szabályozókat gyakran használják alacsony pulzusszámra. A szabálytalan szívverésben szenvedőket gyakran vérhígítókkal kezelik a szövődmények kockázatának csökkentése érdekében. A súlyos szívritmuszavarban szenvedőket sürgősen elektromos energiaimpulzusokkal kezelhetik kardioverzió vagy defibrillátor segítségével.

## Gyakorisága
Az aritmiák emberek millióit érintik. 2014-ben a pitvarfibrilláció a lakosság körülbelül 2-3%-át érinti Európában és Észak-Amerikában. A pitvarfibrilláció és a pitvarlebegés 112 000 halálesetet okozott 2013-ban, szemben az 1990-es 29 000-rel. A hirtelen szívhalál a szív- és érrendszeri betegségekből eredő összes halálozás körülbelül felét teszik ki.

## Fordítás
- Ez a szócikk részben vagy egészben  az   Aritmie cardiacă című román Wikipédia-szócikk ezen változatának fordításán alapul.  Az eredeti cikk szerkesztőit annak laptörténete sorolja fel. Ez a jelzés csupán a megfogalmazás eredetét és a szerzői jogokat jelzi, nem szolgál a cikkben szereplő információk forrásmegjelöléseként.